# Hüstener Kirmes

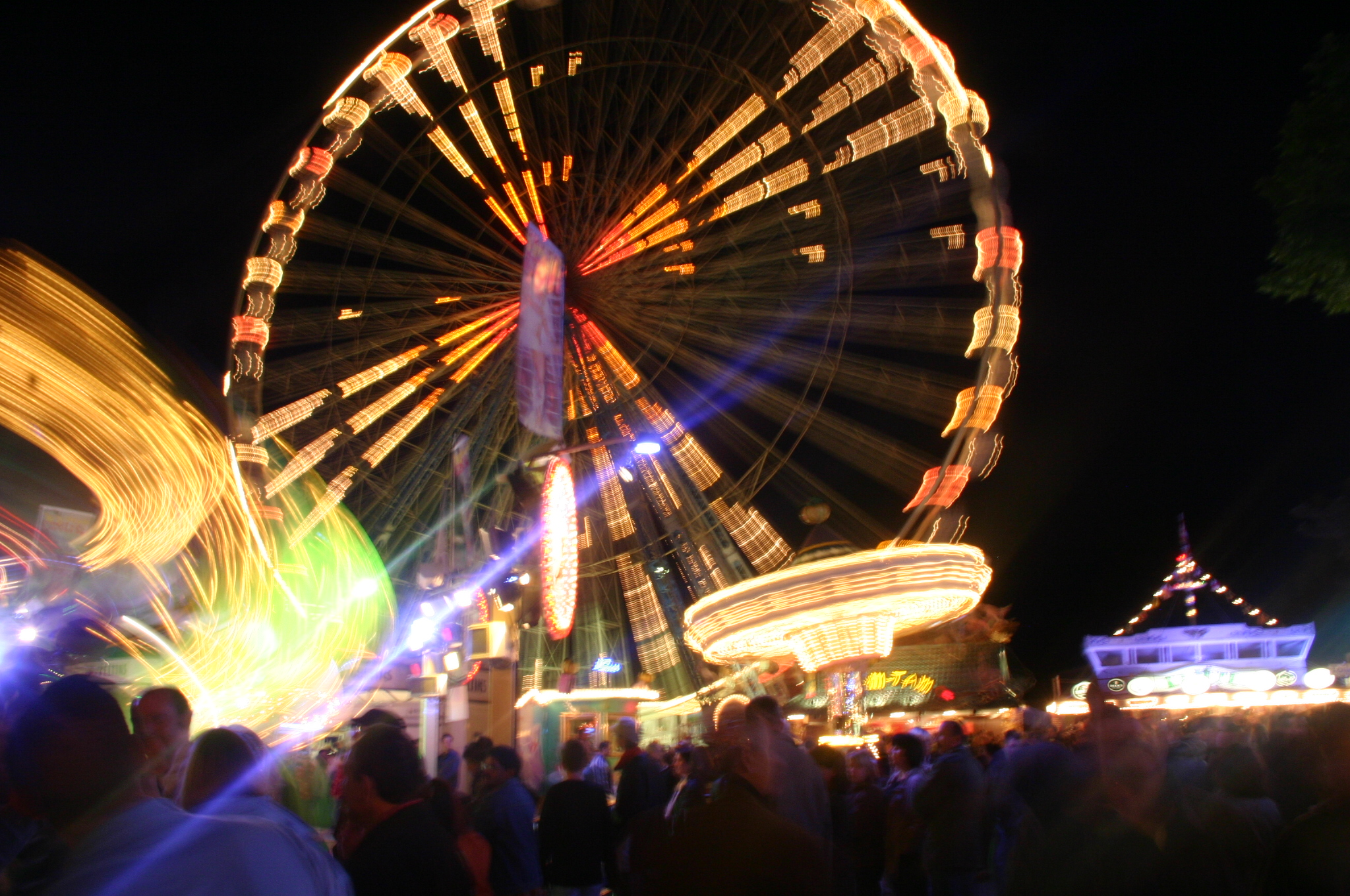
Hüstener Kirmes 2009

Die Hüstener Kirmes in Arnsberg ist ein großes Volksfest in Südwestfalen.

## Geschichte

### Entwicklung bis 1945
Die Kirmes soll auf die Zeit um 900 zurückgehen. Daher leitet sich der Slogan ab: Über 1000-jährige Hüstener Kirmes. Einen urkundlichen Beleg dafür gibt es dafür allerdings nicht. Die Kirmes geht zwar auf einen mittelalterlichen Viehmarkt zurück. Das genaue Alter ist aber nicht bekannt. Wirklich belegt ist die Kirmes erst im kurkölnischen Staats- und Landkalender von 1774. Die Tierschau wird erst 1841 erwähnt. Zwischen 1876 und 1914 gab es zeitgleich auch ein großes Pferderennen. Diese Tradition wurde nach dem Ersten Weltkrieg nicht wieder aufgenommen.
Während des Ersten Weltkrieges kam es zu einer Unterbrechung der Veranstaltung und auch in der Nachkriegszeit ist erst 1921 eine Kirmes belegt. Im Jahr 1925 erfuhr die Veranstaltung einen großen Aufschwung mit 120 Schaustellern auf einem 20.000 m² großen Festgelände. Nachdem 1926 die Veranstaltung durch die Konkurrenz mit der GESOLEI Ausstellung in Düsseldorf auffallen musste, bot die Kirmes von 1927 viele neue technische Fahrgeschäfte. Die größte Attraktion war aber Kirchels „Fünf lebende Weltwunder“. Dabei wurden kleingewachsene und besonders groß gewachsene Menschen vorgeführt. Im Jahr 1932 gab es erstmals in Hippodrom.
Zwischen 1841 und 1876 wurden Tierschau und Kirmes vom Landwirtschaftlichen Kreisverein für den Kreis Arnsberg veranstaltet. Wegen des großen Erfolgs der Veranstaltung kam es zu Konflikten um den Veranstaltungsort, so dass sich vom Kreisverein 1876 ein Landwirtschaftlicher Lokalverein Hüsten abspaltete. Dieser war nun für die Veranstaltung verantwortlich. Zu Beginn der nationalsozialistischen Herrschaft wurde der Verein zwangsweise aufgelöst. Um die Kirmes weiterführen zu können, wurde die Hüstener Kirmes-Gesellschaft als eingetragener Verein gegründet.
Der Reichsnährstand war offiziell Veranstalter der Tierschau und schrieb der Kirmesgesellschaft die Bedingungen für die Organisation von Tierschau und Kirmes vor. Die Nationalsozialisten nahmen insbesondere Einfluss auf den Inhalt der Begleitausstellungen zur Tierschau. Diese waren während der Weimarer Republik von Amtmann Rudolf Gunst, einem ausgewiesenen Gegner des Nationalsozialismus, eingeführt worden. Sie wurden nun unter Gesichtspunkten der nationalsozialistischen Ideologie konzipiert. Die Kirmes wurde von den Nationalsozialisten eher geduldelt als gefördert. In den Jahren vor dem Krieg fanden einige große Kirmesveranstaltungen statt. Kriegsbedingt gab es nach 1939 nur noch kleine Veranstaltungen, die auch nicht von der Kirmesgesellschaft organisiert wurden.

### Zeit nach 1945
In den ersten Nachkriegsjahren waren die Veranstaltungen noch sehr klein. Erst nach der Währungsreform fand 1948 wieder eine große Kirmes mit Tierschau statt. Wegen des weiter bestehenden Mangels an Fleisch wurde kein Großvieh gezeigt. Auch in den folgenden Jahren fand die Tierschau, teilweise auf Grund von Seuchen, nicht jedes Jahr statt. Im Jahr 1954 zählte man 150.000 Besucher auf einem erweiterten Kirmesgelände. In den 1950er Jahren etablierte sich die Figur des Kirmeshahns als Symbol der Veranstaltung. Seitdem wird vierzehn Tage vor der eigentlichen Veranstaltung unter Anwesenheit der örtlichen Honoratioren der Kimeshahn auf der Spitze einer Straßenlaterne aufgesetzt. Seit den 1950er Jahren gibt es als großes Festzelt mit Platz für mehr als 1000 Besuchern das „Bayernzelt“ mit entsprechender Kapelle.
Die Zahl der Besucher bewegte sich zwischen 1955 und 1973 zwischen 100.000 und 150.000 Menschen. Seit den 1960er Jahren war eine Zunahme der Kriminalität rund um die Kirmes zu beobachten. Besondere Aufmerksamkeit hat eine Jugendclique „James-Dean-Club“ erregt, die sich nach zahlreichen Straftaten Anfang der 1960er Jahre zunächst aufgelöst hatte, aber Ende der 1960er Jahre wieder aktiv wurde. Indirekt haben die öffentliche Diskussionen um die Gruppe dazu beigetragen, in der Stadt eine offene Jugendarbeit zu etablieren.
Das Jahrzehnt zwischen 1974 und 1984 war von Unsicherheit über den Ort der Kirmes geprägt, da die angestammte Fläche durch Straßenbauprojekte gefährdet war. Weiterhin hatte die Kirmes mit zunehmender Kriminalität zu kämpfen. Die Besucherzahlen blieben dabei relativ stabil. Im Jahr 1985 wurde die Kirmes auf die andere Seite der Arnsberger Straße auf das Gelände des bisherigen Betriebsgeländes der Ruhr-Lippe Eisenbahn am Bahnhof Hüsten-Ost verlegt. Die Fläche war mit 35.000 m² um 20 % größer als an der alten Stelle.
Im Jahr 2001 fiel die Kirmes mit den Terroranschläge am 11. September 2001 zusammen. Das seit langem übliche große Feuerwerk zum Abschluss wurde abgesagt und die Fahrgeschäften standen einige Zeit still. Im Jahr 2020 fiel die Kirmes auf Grund der Coronapandemie aus. In den letzten Jahrzehnten war die Kirmes 1952 und 1960 ebenfalls aus Gründen des Seuchenschutzes zwar verlegt worden, ausgefallen war die Kirmes in den letzten sechzig Jahren aber nie.

## Verlauf
Auf der Hüstener Riggenweide (Arnsberger Straße) findet jedes Jahr für fünf Tage am Wochenende um den 2. Sonntag im September die Kirmes statt. Die Zahl der Besucher beträgt rund 300.000 pro Jahr. Die Hüstener Kirmesgesellschaft e.V. organisiert auf ehrenamtlicher Basis das Event. Für ein Fest dieser Größe ist dies eher ungewöhnlich. Neben dem eigentlichen Rummel gibt es ein Begleitprogramm mit Live-Musik.
Daneben existiert die Tierschau jährlich am Kirmesmontag mit dem verbundenen Krammarkt weiter und erinnert an die Ursprünge als Viehmarkt. Der Eintritt zur Tierschau am Montag ist frei. Der Platz wird um 9:00 Uhr für die Besucher freigegeben. Ab 6:00 Uhr erfolgt der Auftrieb der Tiere. Die Tierschau hat ein jährlich wechselndes Schwerpunktthema: Verarbeitung heimischer Hölzer (2012), * 2013 – Getreide I (2013),2014 – Getreide II (2014), Getreide III (2015), 2016 – Holz als Energieträger (2016), 2017 – Der Bauernhof und seine Erzeugnisse (2017), Schafe (2018), Pferde (2019).

## Bedeutung
Die Hüstener Kirmes bezeichnet sich seit 1967 als größtes Volksfest des Sauerlandes mit etwa 300.000 Besuchern pro Jahr an fünf Tagen. Über die Steinert Kirmes in Lüdenscheid, die diesen Titel bei einer zehntägigen Dauer ebenfalls beansprucht liegen keine Zahlen vor. Die Wend'sche Kärmetze in Wenden mit derselben Besucherzahl wie Hüsten aber an 3 Tagen bezeichnet sich als Größtes Volksfest in Südwestfalen. Die Allerheiligenkirmes in Soest nennt sich mit etwa 1 Million Besuchern die größte Kirmes in Westfalen. Die Hüstener Kirmes gehört im gesamtdeutschen Vergleich eher zu den mittelgroßen Volksfesten.